# チェックメイト (バレエ)
『チェックメイト』（Checkmate）は、1937年に初演されたプロローグ付き全1幕のバレエ作品である。振付はニネット・ド・ヴァロワ、作曲と台本はアーサー・ブリスによる。チェスのゲームの展開になぞらえて、愛と死のせめぎ合いと報われない愛の悲劇の物語が描かれる。この作品はイギリスのバレエにおけるレパートリーの礎および振付家としてのド・ヴァロワの代表作と評価され、ロイヤル・バレエ団やバーミンガム・ロイヤルバレエ団などが再演している。しばしば『王手詰』（おうてづめ）とも呼ばれる。

## 作品について
振付を担当したニネット・ド・ヴァロワは、マリー・ランバートとともに「イギリス・バレエの母」と評価される人物である。彼女が1926年にケンジントンで設立した小さなバレエ学校が、後のロイヤル・バレエ学校となった。1931年、サドラーズ・ウェルズ劇場に学校を移転するとともに、小規模なバレエ団（ヴィック・ウェルズ・バレエ）を設立した。このバレエ団が、ロイヤル・バレエ団の起源である。
ド・ヴァロワは1928年に最初の作品『レ・プティ・リアン』を創作し、振付家としての活動を始めた。彼女は自身のバレエ団だけではなく、カマルゴ協会やケンブリッジのフェスティバル劇場などにも作品を提供している。彼女の作品の多くは1幕仕立ての「ダンス・ドラマ」で、ほとんどがストーリーを持ち、特定のストーリーがなくてもテーマが明確である。「ダンス・ドラマ」の手法やテーマの扱いには。バレエ・リュスの影響が色濃い。これは、ド・ヴァロワが1924年から2年ほどバレエ・リュスに在籍していたためで、彼女自身もレオニード・マシーンやブロニスラヴァ・ニジンスカから強く影響されたことを認めている。
彼女の作品でよく知られているのは、『放蕩児の遍歴』（en:The Rake's Progress (ballet),『放蕩者の行く末』とも、1935年）と、この『チェックメイト』（1937年）である。ウィリアム・ホガースの絵画『放蕩一代記』を題材とした前者はバレエ史における「最初のイギリスバレエ」とされ、後者は彼女の最高傑作と高く評価されている。
音楽と台本はアーサー・ブリスが担当し、初演は1937年6月15日にパリ・シャンゼリゼ劇場で行われた。指揮はコンスタント・ランバート、演奏はコンセール・ラムルーが担当した。
主な初演者は、以下のとおりである。
- ジューン・ブレイ（黒のクイーン）
- ハロルド・ターナー（赤のナイト）
- マイケル・サムズ（黒のナイト）
- フレデリック・アシュトン（死）
- ロバート・ヘルプマン（赤のキング）
- パメラ・メイ (en) （赤のクイーン）
- マーゴ・フォンテイン（黒のポーンのリーダー）
- アナベル・ファージョン (en) （ポーン）[1][12][3]

振付には工夫が凝らされ、赤のポーン（歩兵）は鋭いポアントワークを駆使し、黒のポーンはド・ヴァロワの好んだ民族舞踊のムーヴメントを多用する。
『チェックメイト』は振付・音楽・美術の緊密なコラボレーションが成果を挙げて好評を博し、ド・ヴァロワの代表作となった。ロイヤル・バレエ団やバーミンガム・ロイヤルバレエ団などは、この作品をレパートリーとしてしばしば再演している。

## 音楽・台本と構成
音楽と台本を担当したアーサー・ブリスは、ロンドンでディアギレフのバレエ・リュス公演を観てからバレエに関心を抱いていた。そして彼は、サドラーズ・ウェルズ・バレエの創設期に深いかかわりを持っていた。
チェスを題材としたバレエの構想は、ブリスによるものである。チェスを取り上げたバレエ作品には1607年の『バレ・デゼシェク』という先例があった。フランス王ルイ14世が観覧する前で踊られたこの作品では、出演するダンサーは単に大きなチェスの駒に過ぎなかったのに対して、『チェックメイト』ではそれぞれの駒に生命が宿り、感情の機微を表現している。
ブリスがド・ヴァロワにチェスを題材とした作品の話を持ち掛けたところ、ド・ヴァロワはそのアイディアに基づいて愛と死と権力をテーマとしたドラマティックな作品に仕立て上げた。ただし、ド・ヴァロワと美術・衣装担当のカウファーはチェスをよく知らなかったため、ブリスは2人にルールを1から説明しなければならなかった。ブリスは当時のことを次のように回想している。
『チェックメイト』はブリスの代表作として高く評価され、その後も多くのバレエ作品の作曲を手掛ける契機となった。『チェックメイト』以外のバレエ音楽では、『ゴーバルズの奇跡』（ロバート・ヘルプマン振付、1944年）、『アダム・ゼロ』（ヘルプマン振付、1946年）などが知られる。『チェックメイト』はバレエの舞台以外では、吹奏楽編曲でもしばしば演奏されている。
曲の構成は、次のとおりである。
1. プロローグ ― チェスの指し手たち（The Players）：モデラート・マエストーソ（Moderato maestoso）
2. 赤のポーンたちの踊り（Dance of the Red Pawns）：アレグロ・スピリト・スケルツァンド（Allegro spirito scherzando）
3. 4人のナイトの踊り（Dance of the Four Knights）：アレグロ・モデラート・センプレ・ロブスタメンテ（Allegro moderato sempre robustamente）
4. 黒のクイーンの入場（Entry of the Black Queen）：リステッソ・テンポ（L’istesso tempo）
5. 赤のナイトのマズルカ（The Red Knight’s Mazurka）：モデラート・ジョコサメンテ（Moderato giojosamente）
6. 赤のビショップのセレモニー（Ceremony of the Red Bishops）：ラルガメンテ（Largamente (misticamente)）
7. 赤のルークの入場（Entry of the Red Castles）：アレグロ・モルト・デチーゾ（Allegro molto deciso）
8. 赤のキングとクイーンの入場（Entry of the Red King and Queen）：グラーヴェ（Grave）
9. 攻撃（The Attack）：アレグロ・インペトゥオーソ・エ・ブリランテ（Allegro impetuoso e brillante）
10. 決闘（The Duel）：マエストーゾ・モデラート・エ・モルト・アパッシオナート（Maestoso moderato e molto appassionato）
11. 黒のクイーンの踊り（The Black Queen Dances）：アレグロ・ディスペットーゾ（Allegro dispettoso）
12. フィナーレ ― チェックメイト（Finale - Checkmate）：アンダンテ・ポコ・ソステヌート-アレグロ・ヴィヴァーチェ・エ・フェローチェ（Andante poco sostenuto - Allegro vivace e feroce）[14]

以上から抜粋して組曲も編まれている。
1. プロローグ
2. 4人のナイトの踊り
3. 黒のクイーンの入場
4. 赤のナイトのマズルカ
5. 赤のビショップのセレモニー
6. フィナーレ ― チェックメイト

## あらすじ
プロローグは、2人の人物がチェスに興じる場面で始まる。1人は赤と灰色の鎧を着けた人物で「死」の象徴、もう1人は青色と黄色の鎧を着け、「愛」を象徴する。「死」は黒の駒、「愛」は赤の駒を選んでいる。数回駒が動かされ、「愛」の負けとなって2人は退場していく。
そして幕が開くと、舞台はチェスの盤上に変わる。赤と黒の衣装を着けたチェスの駒たちが登場し、盤上でそれぞれの定位置につく。
チェスの勝負は、最初から黒の優勢が続いている。黒のクイーンが自ら率いる軍勢は、赤の軍勢を蹂躙し、包囲網を突破しながら進んでゆく。
赤の第1ナイトは勇敢に戦うが、黒のクイーンに倒される。黒のクイーンと彼女の軍勢は、勢いを駆って赤のキングの玉座に攻め寄せる。
赤のクイーンと年老いた赤のキングを守るために、赤の第2ナイトが勇戦する。ついには彼と黒のクイーンの一騎打ちという局面を迎える。黒のクイーンにとどめを刺す機会が訪れたものの、心の奥底で彼女に惹かれている赤の第2ナイトには手を下すことができない。
黒のクイーンは彼の躊躇を見逃さず、背後からその体を刺し貫く。直後に赤のキングは「詰み」（チェックメイト）の局面を迎える。